# «Доктор Кто» на Променадных концертах Би-би-си
«Доктор Кто» на Променадных концертах BBC (англ. Doctor Who Prom) — концерты, посвящённые музыке из британского научно-фантастического телесериала «Доктор Кто». Музыку исполняет Уэльский национальный оркестр Би-Би-Си. После того, как в 2006 году в Кардиффе прошёл концерт «Доктор Кто: Празднование», в сезоне 2008 года на BBC Proms прошёл первый променадный концерт музыки из сериала. Концерты транслируются в прямом эфире на BBC Radio 3 и записываются для последующей трансляции на телевидении.

## Doctor Who Prom 2008
| Композитор                        | Композиция                                       | Описание |
| --------------------------------- | ------------------------------------------------ | --- |
| Мюррей Голд                       | «Concert Prologue»                               | «Concert Prologue» состоит из композиции «The Doctor’s Theme» с солисткой Мелани Паппенхайм при поддержке оркестра.                                                                  |
| Аарон Копленд                     | «Fanfare for the Common Man»                     | Написана в 1942 году, |
| Мюррей Голд                       | «All the Strange, Strange Creatures»             | Композиция звучала в трейлере 3 сезона, а также в некоторых эпизодах. Во время концерта артисты, переодетые Киборгами, Джудунами, Сонтаранцами и Удами появлялись на сцене и в зале. |
| Сергей Прокофьев                  | Romeo and Juliet — «Montagues and Capulets»      | |
| Мюррей Голд                       | «The Doctor Forever»                             | |
| Мюррей Голд                       | «Rose»                                           | |
| Мюррей Голд                       | «Martha vs The Master»                           | |
| "Музыка сфер — специальный эпизод |                                                  | |
| Перерыв                           |                                                  | |
| Рихард Вагнер                     | Die Walküre — «The Ride of the Valkyries»        | |
| Мюррей Голд                       | «The Daleks and Davros»                          | |
| Мюррей Голд                       | «Donna» — «The Girl in the Fireplace» — «Astrid» | |
| Марк-Энтони Тёрнидж               | «The Torino Scale»                               | |
| Густав Холст                      | «The Planets — Jupiter»                          | |
| Мюррей Голд                       | «This is Gallifrey»                              | |
| Мюррей Голд                       | «Doomsday»                                       | |
| Мюррей Голд                       | «The Doctor’s Theme/Song of Freedom»             | |
| Мюррей Голд                       | «Song for Ten»                                   | |
| Рон Грейнер                       | «Doctor Who Theme»                               | |

## Doctor Who Prom 2010
| Мюррей Голд   | «The Mad Man with a Box»                   |
| Мюррей Голд   | «An Untimely Arrival»                      |
| Джон Адамс    | «Short Ride in a Fast Machine»             |
| Мюррей Голд   | «I Am The Doctor»                          |
| Уильям Уолтон | «Overture — Portsmouth Point»              |
| Густав Холст  | The Planets: «Mars (Bringer of War)»       |
| Мюррей Голд   | «Battle in the Skies (Daleks vs Spitfire)» |
| Перерыв       |                                            |
| Карл Орф      | Carmina Burana — «O Fortuna»               |
| Мюррей Голд   | «Amy»                                      |
| Мюррей Голд   | «Liz, Lizards, Vampires and Vincent»       |
| Рихард Вагнер | Die Walküre — «The Ride of the Valkyries»  |
| Мюррей Голд   | «This is Gallifrey»/«Vale Decem»           |
| Мюррей Голд   | «Pandorica Suite»                          |
| Мюррей Голд   | «Song of Freedom»                          |
| Рон Грейнер   | «Doctor Who Theme»                         |

## Doctor Who Prom 2013
| Мюррей Голд                                                                                         | «The Mad Man with a Box»                                      |
| Мюррей Голд                                                                                         | «I Am The Doctor»                                             |
| Жорж Бизе                                                                                           | «Carmen Suite No. 2»                                          |
| Мюррей Голд                                                                                         | «The Companions»                                              |
| Мюррей Голд                                                                                         | «Cyber Shard»                                                 |
| Иоганн Себастьян Бах                                                                                | «Toccata and Fugue in D minor, BWV 565»                       |
| Мюррей Голд                                                                                         | «The Final Chapter of Amelia Pond»                            |
| Мюррей Голд                                                                                         | «The Rings of Akhaten»                                        |
| Перерыв                                                                                             |                                                               |
| Мюррей Голд                                                                                         | «All the Strange, Strange Creatures»                          |
| Мюррей Голд                                                                                         | «The Impossible Girl»                                         |
| Клод Дебюсси                                                                                        | «La Fille Aux Cheveux de Lin (The Girl with the Flaxen Hair)» |
| Тристрам Кэри Малькольм Кларк Дадли Симпсон Пэдди Кингслэнд Питер Хауэлл Джонатан Гиббса Марк Айрес | «Classic» Doctor Who Medley                                   |
| Уильям Дэвенпорт Джордан Пикен Гейб Стоун Мэтью Оуэн                                                | «Doctor Who Create a Soundtrack Winners»                      |
| Мюррей Голд                                                                                         | «First There Were Daleks»                                     |
| Мюррей Голд                                                                                         | «The Name of the Doctor»                                      |
| Мюррей Голд                                                                                         | «Song for Fifty»                                              |
| Мюррей Голд                                                                                         | «Vale Decem»                                                  |
| Рон Грейнер                                                                                         | «Doctor Who Theme»                                            |

## Doctor Who Prom 2024
Два концерта, 47-й и 48-й во всей программе променадных концертов 2024 года, прошли 26 августа. Второй из концертов транслировался в прямом эфире на BBC Radio 3. Телевизионная версия вышла на телеканале BBC Two 24 декабря. Ведущей была Кэтрин Тейт, которая играла в сериале Донну Ноубл (2006—2010, 2023). Также на сцене появилась Анита Добсон в роли миссис Флад. Дирижёр — Аластер Кинг.
| Композитор                                                                                | Композиция                                 | Комментарии |
| ----------------------------------------------------------------------------------------- | ------------------------------------------ | --- |
| Мюррей Голд                                                                               | «The Doctor’s Theme»                       | Исполнено Аидой Гарифуллиной. |
| Мюррей Голд                                                                               | «Fifteen»                                  | |
| Мюррей Голд                                                                               | «The Doctor, Donna & The Toymaker» (сюита) | Музыка из серий «Звёздный зверь» и «Смешок» (2023). |
| Мюррей Голд                                                                               | «Into The Vortex» (сюита)                  | Музыка из серий «Космические малыши» и «Плут» (2024). |
| Мини-эпизод «Плохая музыка» с Пятнадцатым Доктором (Шути Гатва) и Маэстро (Джинкс Монсун) |                                            | |
| Мюррей Голд                                                                               | «I Am The Doctor»                          | Включает в себя композицию «Words Win Wars» с речью Одиннадцатого Доктора (Мэтт Смит) поверх неё.                                                                                             |
| Мюррей Голд                                                                               | «The Life Of Sunday»                       | |
| Мюррей Голд                                                                               | «Vale Decem»                               | Исполнено Аидой Гарифуллиной. |
| Перерыв                                                                                   |                                            | |
| Мюррей Голд                                                                               | «A Good Man? (Twelve’s Theme)»             | Исполнено Люси Джонс. |
| Мюррей Голд                                                                               | «73 Yards to Finetime» (сюита)             | Музыка из серий «73 ярда», «Бум» и «Точка и пузырь» (2024). Исполнено Холли Буагияр. |
| Мюррей Голд                                                                               | «The Companions Suite»                     | Сюита из музыкальных тем спутниц: «Rose’s Theme», «Martha’s Theme», «Donna’s Theme», «Amy’s Theme», «Clara?», «Bill’s Theme». Композиция «Amy’s Theme» исполнена Люси Джонс.                  |
| Сегун Акинола                                                                             | «The Thirteenth Doctor» (сюита)            | Музыка из серий эры Тринадцатого Доктора (Джоди Уиттакер): «Женщина, которая упала на Землю», «Спайфолл», «Демоны Пенджаба», «Сила Доктора». Исполнено Шахидом Аббасом Ханом и Холли Буагияр. |
| Мюррей Голд                                                                               | «Abigail's Song»                           | Исполнено Аидой Гарифуллиной. |
| Мюррей Голд                                                                               | «The Legend Of Ruby Sunday»                | Исполнено Холли Буагияр. Органистка — Анна Лэпвуд. |
| Рон Грейнер Делия Дербишир                                                                | «Doctor Who Theme»                         | Органистка — Анна Лэпвуд. |
| Мюррей Голд                                                                               | «There's Always a Twist at the End»        | Исполнено Люси Джонс, Тобайасом Тёрли и Холли Буагияр. |